# Javier Pastore
Javier Matías Pastore (Córdoba, 20 de junio de 1989) es un exfutbolista argentino que jugaba como centrocampista. Jugó la mayor parte de su carrera en el Paris Saint-Germain de Francia, donde permaneció siete temporadas y ganó diecinueve títulos, desde 2011 hasta 2018. Su último equipo fue el Qatar S. C. de Catar.

## Trayectoria

### Inicios
Sus inicios fueron en Club Atlético Talleres en divisiones inferiores , debutando en el club cordobés en el año 2007. Su perfomance fue tan brillante que equipos de Bs As posaron sus ojos sobre tal talentoso futbolista.Tan es así que solo jugó unos pocos partidos en el equipo cordobés para desembocar en el club de Parque Patriciios. 

### Huracán
Durante la temporada 2008, fue cedido a Huracán de la Primera División de Argentina. Debutó el 24 de mayo de 2008 en una derrota por 1-0 ante River Plate. En el campeonato Clausura 2009, se estableció como un jugador regular del primer equipo del club bajo la dirección técnica de Ángel Cappa. Este fue su torneo de consolidación, con su equipo a punto de ganar el título del campeonato. Su actuación contra River Plate fue particularmente elogiada, donde abrió el marcador con un tiro de 25 yardas y luego anotó nuevamente con una pieza de brillantez individual que ayudó a Huracán a ganar 4-0 en la mayor victoria del club contra River Plate en más de 60 años. Terminó como el máximo goleador del equipo con siete goles y tres asistencias. Pastore y su compañero de equipo Matías Defederico fueron fundamentales para la campaña Quemera.

### Palermo
El 11 de julio de 2009, Palermo anunció formalmente el fichaje de Pastore por cinco años hasta el 30 de junio de 2014, por 4,7 millones de euros. Antes de su transferencia a Palermo, también estuvo vinculado a varios otros clubes europeos importantes, incluidos Manchester United, Porto, Milan y Chelsea.
El debut de Pastore fue el 15 de agosto en la Copa Italia, mientras que su debut en la Serie A llegó ocho días después. Su partido decisivo fue el 4 de octubre contra la Juventus, cuando asistió el gol de Edinson Cavani en una victoria por 2-0. Marcó su primer gol en la Serie A el 30 de enero de 2010 en una derrota por 2-4 como visitante ante el Bari. En su primera temporada en el Palermo, demostró ser un joven prometedor pero inexperto, jugando principalmente como suplente en el segundo tiempo bajo los entrenadores Walter Zenga y, más tarde, Delio Rossi.
Pastore se estableció como un jugador regular bajo la tutela de Rossi, jugando generalmente en un papel detrás del dúo de ataque habitual de Fabrizio Miccoli y Edinson Cavani. Gracias a sus actuaciones, todas elogiadas por los fanáticos y los expertos, Palermo terminó la temporada en el quinto lugar, clasificándose así para la UEFA Europa League. En la temporada 2010-11 , el 14 de noviembre, Pastore anotó su primer triplete de su carrera en un derbi contra Catania. El 30 de julio de 2011, el presidente del club Palermo, Maurizio Zamparini, reveló que se había acordado el precio por la transferencia de Javier Pastore al Paris Saint-Germain.

### Paris Saint-Germain
El 6 de agosto de 2011, el Paris Saint-Germain anunció formalmente el fichaje de Pastore, otorgándole la camiseta número 27. El precio de la transferencia fue de 39,8 millones de euros. Sin embargo, debido a la propiedad de los derechos económicos mediante un tercero por parte de su agente Marcelo Simonian, que recibiría 12,5 millones de euros (no se sabe si incluía la tarifa del agente o no) el Palermo anunció a través de su sitio web que el club recibió solo 22,8 millones de euros de la tarifa total.
El presidente del Palermo, Maurizio Zamparini, había iniciado una acción legal sobre el asunto, a pesar de que la Federación Italiana de Fútbol (FIGC) prohíbe a cualquier club italiano formar cualquier acuerdo de propiedad con terceros, lo que Zamparini reconoció que implicaba un riesgo de castigo para él mismo.
Pastore marcó su primer gol en un partido de la Ligue 1 contra el Stade Brestois en una victoria por 1-0 el 11 de septiembre de 2011.
Durante su primera temporada en el Parque de los Príncipes, anotó 13 goles en 33 partidos de liga. Al año siguiente, apareció en 34 partidos de liga cuando el PSG ganó el primero de cuatro títulos consecutivos de la Ligue 1. También anotó su primer gol en la UEFA Champions League en una victoria por 4-1 sobre el FC Dynamo Kyiv el 18 de septiembre de 2012. 
En 2014-15, Pastore hizo más de 50 apariciones y fue nombrado en el equipo de la temporada de la UNFP cuando el PSG ganó un cuádruple doméstico sin precedentes de la Ligue 1, la Coupe de France , la Coupe de la Ligue y el Trophée des Champions . 
Antes de la temporada 2016-17, Pastore heredó la camiseta número 10 de Zlatan Ibrahimović, cambiando la camiseta número 27.  Al igual que en 2015-16 , se perdió gran parte de la temporada por lesiones, pero regresó a la alineación titular del PSG para Le Classique contra sus rivales Olympique de Marsella, donde asistió a Edinson Cavani en una victoria por 5-1 como visitante de la Ligue 1 el 26 de febrero de 2017.  Tres días después, entró como suplente y marcó el primer gol, antes de asistir nuevamente a Cavani cuando el PSG derrotó al club Chamois Niortias de la Ligue 2 por 2-0 para llegar a los cuartos de final de la Copa de Francia 2016-17 . El 19 de marzo de 2017, Pastore asistió en ambos goles del PSG al centrar el balón a los goleadores Adrien Rabiot y Julian Draxler en su victoria por 2-1 en casa por la Ligue 1 sobre el Lyon . 
El 17 de mayo de 2017, Pastore apareció como suplente en el minuto 72 de Julian Draxler cuando el PSG derrotó a Angers por 1-0 en la final de la Copa de Francia de 2017. 
Antes del inicio de la siguiente temporada, entregó su camiseta número 10 al nuevo fichaje Neymar como regalo de bienvenida y recuperó su camiseta anterior, la número 27. 
El 8 de mayo de 2018, salió del banquillo cuando el PSG ganó 2-0 contra Les Herbiers VF para asegurar la Copa de Francia 2017-18 . 

### Roma
El 26 de junio de 2018, firmó un contrato de cinco años con el club italiano Roma procedente del Paris Saint-Germain por 24,7 millones de euros. Se le entregó la camiseta número 27.  Hizo su debut con el club en una victoria por 1-0 como visitante sobre el Torino en la Serie A el 19 de agosto.  Marcó su primer gol para el club el 27 de agosto, abriendo el marcador con un gol de tacón en el segundo minuto de juego en un eventual empate 3-3 en casa contra el Atalanta en la liga. 
El 30 de agosto de 2021 rescindió de mutuo acuerdo su contrato con la Roma.

### Elche
El 4 de septiembre de 2021, Pastore fichó por el club Elche de La Liga con un contrato de un año. En enero de 2023, Pastore anunció que su contrato con el Elche fue rescindido por mutuo acuerdo.

### Qatar S. C.
El 11 de enero de 2023, el club Qatar Sports Club de la Qatar Stars League anunció el fichaje de Pastore como agente libre.
El 2 de noviembre de 2024, Pastore anunció que se retiraría del fútbol antes de junio de 2025.

## Selección nacional

### Categoría inferiores
En febrero de 2009 fue convocado a la selección sub-20, para disputar el Campeonato Sudamericano de Argentina que entregaba plazas para jugar en la Copa Mundial Sub-20 de 2009, pero el Club Huracán le impidió participar en el evento, ya que el jugador era imprescindible en el primer equipo.

### Primeras convocatorias en la selección mayor (2009-10)
El 15 de diciembre de 2009 fue convocado por el entrenador del equipo nacional de Argentina, Diego Maradona, para un partido contra la selección de la Selección de fútbol de Cataluña programado una semana después. Su debut se produjo en un amistoso clase "B", es decir no oficial, por lo que no cuenta como partido internacional, jugado el 22 de diciembre de 2009 en el estadio Camp Nou del F. C. Barcelona, contra la Selección de fútbol de Cataluña. Estuvo presente en el campo durante los 90 minutos con la camiseta n.º 15 e hizo su primer gol con una volea con la pierna derecha desde el borde a los 63'. El partido terminó 4-2 a favor de la selección catalana.
El 24 de mayo de 2010 jugó su primer partido como titular en la selección nacional (y segundo en general). Argentina ganó ese encuentro amistoso 5-0 contra Canadá y Pastore permaneció en el campo hasta los 74', cuando fue reemplazado por Ariel Garcé. Su actuación fue convincente, embellecida además con algunos lujos para los más de 50 000 espectadores que acudieron al Monumental de Buenos Aires.

### Mundial de 2010
Después de solo una presencia con la albiceleste, pero después de una temporada como titular en el Palermo, fue incluido en la convocatoria de 23 jugadores que participarían en la Copa Mundial de Sudáfrica en 2010. Defendería los colores de su país con la camiseta n º 23, después de que inicialmente eligiera la camiseta número 22.
Su primer partido oficial fue en el Mundial de Sudáfrica 2010, al ingresar por el Kun Agüero en el último partido de la primera fase del Grupo B, en el que la Argentina triunfó por dos tantos contra cero frente a Grecia. Tras dicho encuentro, Diego Armando Maradona -en ese momento director técnico del seleccionado albiceleste- tuvo palabras elogiosas sobre su juego:

"El Flaco Pastore me sorprende, te limpia a tres como si hubiera jugado tres Mundiales. Cuando lo puse, le dije; andá y divertite, volá..."

En total fueron 42 minutos los que jugó en el Mundial 2010: 14 contra Grecia, 4 minutos contra México en el encuentro de octavos de final en el que reemplazó a Maxi Rodríguez, y 24 minutos contra Alemania, por los cuartos de final, cuando entró por Nicolás Otamendi.

### Período de entre copas (2010-11)

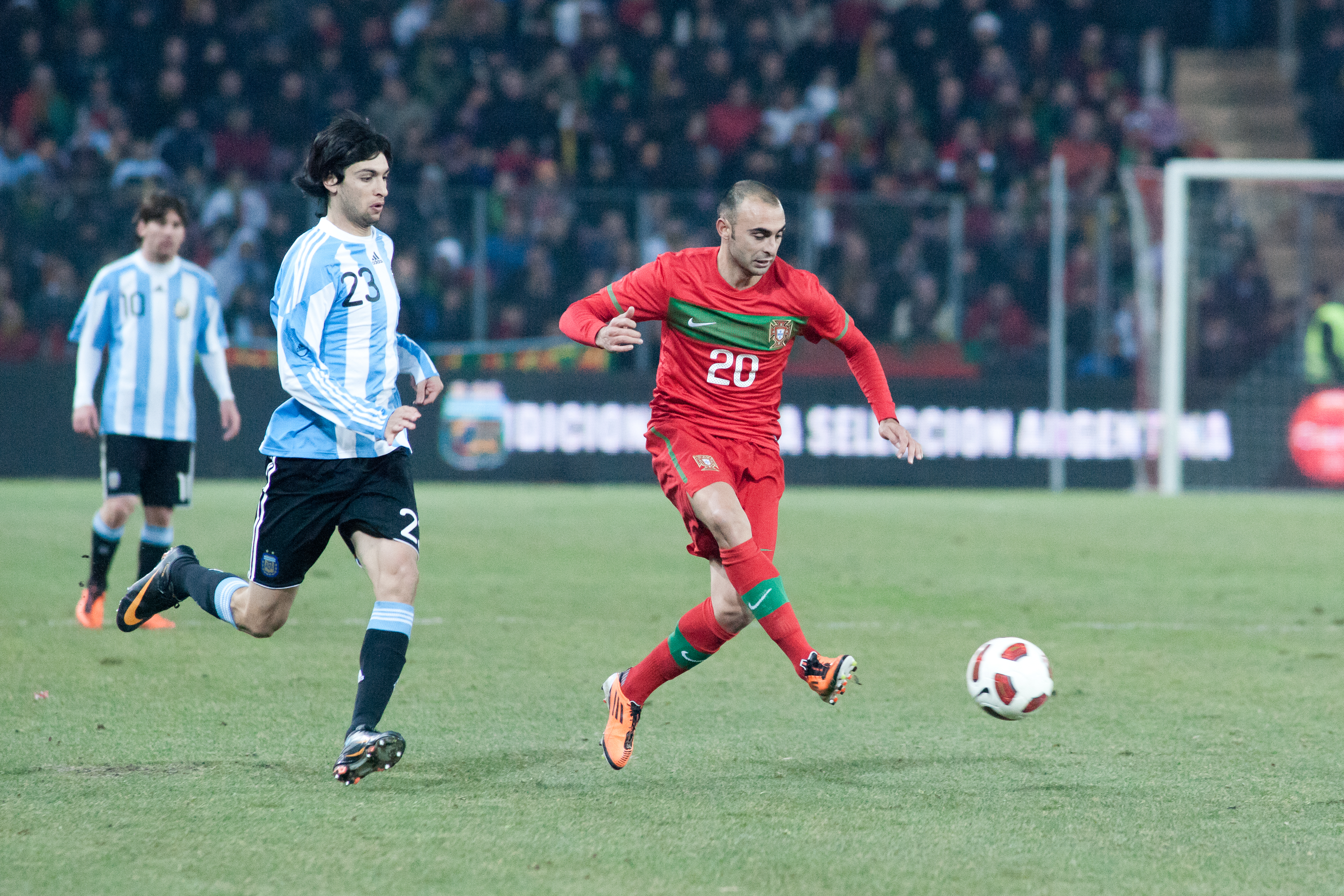
Pastore jugando un amistoso para la selección frente a

Después de la Copa Mundial, y con cuatro años de antelación, la FIFA hizo una lista citando diez jugadores jóvenes que lo más probable, según la Federación Internacional, fueran protagonistas de la Copa del Mundo de 2014 en Brasil, por lo que debe ser tenido en cuenta: Pastore estuvo presente en esa lista.
Participó entonces en la temporada de amistosos de entre-copas, entre el final del Mundial 2010 y el inicio de la Copa América 2011. Por tanto, estuvo en la victoria 1-0 en el amistoso contra Brasil el 17 de noviembre de 2010 (donde entró a los 23 minutos del segundo tiempo en un cambio por D'Alessandro), el amistoso contra Portugal que fue victoria por 2-1 el 9 de febrero de 2011, y el 0-0 contra Costa Rica el 29 de marzo de 2011.

### Copa América 2011
El 1 de junio de 2011 recibe la pre-convocatoria para la Copa América 2011, y fue incluido en una lista de 26 jugadores de los que salen de la 23 final. El 24 de junio, se inserta en la lista definitiva, con la camiseta número 18. El debut en la competición llega en el tercer y último partido de la fase de grupos en la victoria por 3-0 sobre Costa Rica, llegando a 79' en lugar de Gonzalo Higuaín.
También jugó los cuartos de final en la que su equipo fue derrotado 6-5 por Uruguay en los penales después de que en el tiempo regular empataran 1-1. Ingresó al terreno de juego 72' en lugar de Ángel Di María y se convirtió en el poco tiempo en cancha creador de un par de acciones de peligro.

### Ausencia en la era Sabella (2011-14)
Tras el fracaso argentino en la Copa América 2011, asumió Alejandro Sabella como director técnico de la selección. Durante su ciclo (2011-2014) prescindió de Pastore, idéntica situación que ocurrió con otros futbolistas muy requeridos por el periodismo y la hinchada, como Carlos Tévez, Javier Zanetti, Esteban Cambiasso y Willy Caballero.
Los únicos dos partidos donde Pastore fue convocado por Sabella fueron en 2011, a comienzos de su gestión y cuando todavía Sabella estaba encontrando el equipo, experimentando cambios y corrigiendo los errores que habían dejado sus antecesores Basile, Maradona y Batista en la selección. De modo tal que Pastore solo jugó en la derrota 0-1 con Venezuela y el empate 1-1 con Bolivia, ambos en 2011.

### Regreso a la selección de la mano del "Tata" Martino (2014-15)
Una vez consumada la final del Mundial 2014 con Argentina subcampeona, Sabella decidió no renovar su contrato dando por finalizado su ciclo en la selección. Asumió Gerardo Martino, quien a diferencia de Sabella, volvió a convocar a Pastore para una serie de amistosos en la segunda mitad de 2014.
Llegado el año 2015, Pastore volvió a ser convocado para amistosos de preparación, donde comienza a afianzarse como un titular dentro de la línea de mediocampistas. De este período en la carrera de Pastore con la selección, se destaca el gol que Pastore le metió a Ecuador en un amistoso el 31 de marzo de 2015.

### Participaciones en Copa del Mundo
| Mundial                        | Sede      | Resultado        | Partidos | Goles |
| ------------------------------ | --------- | ---------------- | -------- | ----- |
| Copa Mundial de Fútbol de 2010 | Sudáfrica | Cuartos de final | 3        | 0     |

### Participaciones en Copa América
| Copa                    | Sede           | Resultado        | Partidos | Goles |
| ----------------------- | -------------- | ---------------- | -------- | ----- |
| Copa América 2011       | Argentina      | Cuartos de final | 2        | 0     |
| Copa América 2015       | Chile          | Subcampeón       | 6        | 1     |
| Copa América Centenario | Estados Unidos | Subcampeón       | 0        | 0     |

### Goles internacionales
| 1 | 22 de diciembre de 2009 | Camp Nou, Barcelona, España                    | Cataluña | 1-2 | 2-4 | Amistoso no oficial |
| 2 | 31 de marzo de 2015     | MetLife Stadium, Nueva Jersey, Estados Unidos  | Ecuador  | 2-1 | 2-1 | Amistoso            |
| 3 | 30 de junio de 2015     | Estadio Ester Roa Rebolledo, Concepción, Chile | Paraguay | 2-0 | 6-1 | Copa América 2015   |

## Estadísticas

### Clubes
Actualizado de acuerdo al último partido jugado el 9 de mayo de 2023.
| Club                                | Div.          | Temporada     | Liga  | Liga  | Liga   | Copas nacionales | Copas nacionales | Copas nacionales | Torneos internacionales | Torneos internacionales | Torneos internacionales | Total | Total | Total  |
| Club                                | Div.          | Temporada     | Part. | Goles | Asist. | Part.            | Goles            | Asist.           | Part.                   | Goles                   | Asist.                  | Part. | Goles | Asist. |
| ----------------------------------- | ------------- | ------------- | ----- | ----- | ------ | ---------------- | ---------------- | ---------------- | ----------------------- | ----------------------- | ----------------------- | ----- | ----- | ------ |
| C. A. Talleres de Córdoba Argentina | 2.ª           | 2006-07       | 5     | 0     | 0      | —                | —                | —                | —                       | —                       | —                       | 5     | 0     | 0      |
| C. A. Talleres de Córdoba Argentina | Total club    | Total club    | 5     | 0     | 0      | 0                | 0                | 0                | 0                       | 0                       | 0                       | 5     | 0     | 0      |
| C. A. Huracán Argentina             | 1.ª           | 2007-08       | 1     | 0     | 0      | —                | —                | —                | —                       | —                       | —                       | 1     | 0     | 0      |
| C. A. Huracán Argentina             | 1.ª           | 2008-09       | 30    | 8     | 6      | —                | —                | —                | —                       | —                       | —                       | 30    | 8     | 6      |
| C. A. Huracán Argentina             | Total club    | Total club    | 31    | 8     | 6      | 0                | 0                | 0                | 0                       | 0                       | 0                       | 31    | 8     | 6      |
| U. S. Palermo · Italia              | 1.ª           | 2009-10       | 34    | 3     | 9      | 3                | 0                | 0                | —                       | —                       | —                       | 37    | 3     | 9      |
| U. S. Palermo · Italia              | 1.ª           | 2010-11       | 35    | 11    | 5      | 4                | 1                | 1                | 6                       | 1                       | 1                       | 45    | 13    | 7      |
| U. S. Palermo · Italia              | Total club    | Total club    | 69    | 14    | 14     | 7                | 1                | 1                | 6                       | 1                       | 1                       | 82    | 16    | 16     |
| Paris Saint-Germain F. C. Francia   | 1.ª           | 2011-12       | 33    | 13    | 4      | 3                | 1                | 0                | 7                       | 2                       | 2                       | 43    | 16    | 6      |
| Paris Saint-Germain F. C. Francia   | 1.ª           | 2012-13       | 34    | 4     | 9      | 4                | 2                | 2                | 10                      | 3                       | 2                       | 48    | 9     | 13     |
| Paris Saint-Germain F. C. Francia   | 1.ª           | 2013-14       | 29    | 1     | 3      | 6                | 1                | 1                | 6                       | 1                       | 0                       | 41    | 3     | 4      |
| Paris Saint-Germain F. C. Francia   | 1.ª           | 2014-15       | 34    | 5     | 13     | 7                | 1                | 3                | 10                      | 0                       | 1                       | 51    | 6     | 17     |
| Paris Saint-Germain F. C. Francia   | 1.ª           | 2015-16       | 16    | 2     | 6      | 4                | 1                | 0                | 6                       | 0                       | 0                       | 26    | 3     | 6      |
| Paris Saint-Germain F. C. Francia   | 1.ª           | 2016-17       | 15    | 0     | 5      | 6                | 3                | 4                | 2                       | 0                       | 0                       | 23    | 3     | 9      |
| Paris Saint-Germain F. C. Francia   | 1.ª           | 2017-18       | 25    | 4     | 6      | 9                | 1                | 0                | 3                       | 0                       | 0                       | 37    | 5     | 6      |
| Paris Saint-Germain F. C. Francia   | Total club    | Total club    | 186   | 29    | 46     | 39               | 10               | 10               | 44                      | 6                       | 5                       | 269   | 45    | 61     |
| A. S. Roma · Italia                 | 1.ª           | 2018-19       | 14    | 3     | 1      | 2                | 1                | —                | 1                       | 0                       | 0                       | 17    | 4     | 1      |
| A. S. Roma · Italia                 | 1.ª           | 2019-20       | 11    | 0     | 1      | —                | —                | —                | 4                       | 0                       | 1                       | 15    | 0     | 2      |
| A. S. Roma · Italia                 | 1.ª           | 2020-21       | 5     | 0     | 0      | —                | —                | —                | —                       | —                       | —                       | 5     | 0     | 0      |
| A. S. Roma · Italia                 | Total club    | Total club    | 30    | 3     | 2      | 2                | 1                | 0                | 5                       | 0                       | 1                       | 37    | 4     | 3      |
| Elche C. F. · España                | 1.ª           | 2021-22       | 13    | 0     | 0      | 2                | 0                | 0                | —                       | —                       | —                       | 15    | 0     | 0      |
| Elche C. F. · España                | 1.ª           | 2022-23       | 1     | 0     | 0      | —                | —                | —                | —                       | —                       | —                       | 1     | 0     | 0      |
| Elche C. F. · España                | Total club    | Total club    | 14    | 0     | 0      | 2                | 0                | 0                | 0                       | 0                       | 0                       | 16    | 0     | 0      |
| Qatar S. C. Catar                   | 1.ª           | 2022-23       | 7     | 1     | 0      | —                | —                | —                | 1                       | 1                       | 0                       | 8     | 2     | 0      |
| Qatar S. C. Catar                   | Total club    | Total club    | 7     | 1     | 0      | 0                | 0                | 0                | 1                       | 1                       | 0                       | 8     | 2     | 0      |
| Total carrera                       | Total carrera | Total carrera | 342   | 55    | 68     | 50               | 12               | 11               | 56                      | 8                       | 7                       | 448   | 75    | 86     |
| 1. 2. 3.                            |               |               |       |       |        |                  |                  |                  |                         |                         |                         |       |       |        |

### Selección nacional
Actualizado de acuerdo al último partido jugado el 6 de septiembre de 2017.
| Selección | Año             | Amistosos | Amistosos | Amistosos | Eliminatorias(1) | Eliminatorias(1) | Eliminatorias(1) | Copa América(2) | Copa América(2) | Copa América(2) | Mundial(3) | Mundial(3) | Mundial(3) | Total | Total | Total  |
| Selección | Año             | Part.     | Goles     | Asist.    | Part.            | Goles            | Asist.           | Part.           | Goles           | Asist.          | Part.      | Goles      | Asist.     | Part. | Goles | Asist. |
| --- | --------------- | --------- | --------- | --------- | ---------------- | ---------------- | ---------------- | --------------- | --------------- | --------------- | ---------- | ---------- | ---------- | ----- | ----- | ------ |
| Absoluta Argentina | 2010            | 3         | 0         | 1         | —                | —                | —                | —               | —               | —               | 3          | 0          | 0          | 6     | 0     | 1      |
| Absoluta Argentina | 2011            | 3         | 0         | 0         | 2                | 0                | 0                | 2               | 0               | 0               | —          | —          | —          | 7     | 0     | 0      |
| Absoluta Argentina | 2014            | 3         | 0         | 0         | —                | —                | —                | —               | —               | —               | —          | —          | —          | 3     | 0     | 0      |
| Absoluta Argentina | 2015            | 3         | 1         | 3         | 2                | 0                | 0                | 6               | 1               | 1               | —          | —          | —          | 11    | 2     | 4      |
| Absoluta Argentina | 2017            | —         | —         | —         | 2                | 0                | 0                | —               | —               | —               | —          | —          | —          | 2     | 0     | 0      |
| Total selección | Total selección | 12        | 1         | 4         | 6                | 0                | 0                | 8               | 1               | 1               | 3          | 0          | 0          | 29    | 2     | 5      |
| (1) Incluye su participación en partidos de eliminatoria para las Copa Mundial de Fútbol 2014 y Copa Mundial de Fútbol de 2018. (2) Incluye su participación en las Copa América 2011, 2015 y Copa América Centenario. (3) Incluye su participación en la Copa Mundial de Fútbol de 2010. |                 |           |           |           |                  |                  |                  |                 |                 |                 |            |            |            |       |       |        |

### Resumen estadístico
|                         | Part. | Goles | Asist. |
| ----------------------- | ----- | ----- | ------ |
| Liga                    | 342   | 55    | 68     |
| Copas nacionales        | 50    | 12    | 10     |
| Torneos internacionales | 56    | 8     | 7      |
| Selección absoluta      | 29    | 2     | 5      |
| Total                   | 477   | 77    | 90     |

## Palmarés

### Campeonatos nacionales
| Título                     | Club                      | País    | Año     |
| -------------------------- | ------------------------- | ------- | ------- |
| Ligue 1                    | Paris Saint-Germain F. C. | Francia | 2012-13 |
| Supercopa de Francia       | Paris Saint-Germain F. C. | Francia | 2013    |
| Copa de la Liga de Francia | Paris Saint-Germain F. C. | Francia | 2013-14 |
| Ligue 1                    | Paris Saint-Germain F. C. | Francia | 2013-14 |
| Supercopa de Francia       | Paris Saint-Germain F. C. | Francia | 2014    |
| Copa de la Liga de Francia | Paris Saint-Germain F. C. | Francia | 2014-15 |
| Ligue 1                    | Paris Saint-Germain F. C. | Francia | 2014-15 |
| Copa de Francia            | Paris Saint-Germain F. C. | Francia | 2014-15 |
| Supercopa de Francia       | Paris Saint-Germain F. C. | Francia | 2015    |
| Ligue 1                    | Paris Saint-Germain F. C. | Francia | 2015-16 |
| Copa de la Liga de Francia | Paris Saint-Germain F. C. | Francia | 2015-16 |
| Copa de Francia            | Paris Saint-Germain F. C. | Francia | 2015-16 |
| Supercopa de Francia       | Paris Saint-Germain F. C. | Francia | 2016    |
| Copa de la Liga de Francia | Paris Saint-Germain F. C. | Francia | 2016-17 |
| Copa de Francia            | Paris Saint-Germain F. C. | Francia | 2016-17 |
| Supercopa de Francia       | Paris Saint-Germain F. C. | Francia | 2017    |
| Copa de la Liga de Francia | Paris Saint-Germain F. C. | Francia | 2017-18 |
| Ligue 1                    | Paris Saint-Germain F. C. | Francia | 2017-18 |
| Copa de Francia            | Paris Saint-Germain F. C. | Francia | 2017-18 |

### Distinciones individuales
| Distinción                                                 | Año  |
| ---------------------------------------------------------- | ---- |
| Oscar del Calcio al Futbolista Joven del Año en la Serie A | 2010 |
| Jugador del mes de septiembre de la Ligue 1                | 2011 |
| Trofeo UNFP Jugador del mes de noviembre de la Ligue 1     | 2014 |
| Trofeo UNFP Jugador del mes de marzo de la Ligue 1         | 2015 |
| Jugador del mes de abril de la Ligue 1                     | 2015 |
| Equipo del año de la Ligue 1                               | 2015 |
| Nominado al FIFA Balón de Oro                              | 2015 |